# Термоэмиссионный преобразователь
Термоэмиссионный преобразователь — преобразователь тепловой энергии в электрическую на основе использования эффекта термоэлектронной эмиссии. Представляет собой электровакуумный диод, к катоду которого подводится тепло от какого-либо источника, например радиоизотопного, разогревая его до высокой температуры. Для нейтрализации влияния поля объёмного заряда и увеличения термоэмиссии путём снижения работы выхода катода в колбу прибора вводятся пары цезия. По сравнению с другими методами преобразования тепловой и химической энергии в электрическую термоэмиссионный метод имеет следующие преимущества:
- самые низкие весовые характеристики на единицу выходной мощности и возможность работы при высокой температуре холодильника — анода;
- отсутствие в них движущихся частей;
- высокая надёжность и компактность; возможность эксплуатации без систематического обслуживания;

Эти преимущества термоэмиссионного преобразователя могут быть использованы для создания автономных энергетических генераторов космических аппаратов с использованием ядерных реакторов. Термоэмиссионные преобразователи также могут применяться в обычных тепловых электростанциях, в качестве надставок, повышающих коэффициент полезного действия преобразования тепловой энергии в электрическую. Первый в мире термоэмиссионный реактор-преобразователь (установка «Топаз-1») был создан в СССР в 1970 году.